# Pierre des Cressonnières
Pierre des Cressonnières est un avocat et juriste belge,  né le 30 janvier 1890 à Bruxelles et mort le 11 février 1945 dans la même ville.

## Biographie
Pierre des Cressonnières est le fils de l'avocat Jacques des Cressonnières et le petit-fils du général Gustave Vent. Marié à Caroline Garrigues, fille du banquier Théophile Prosper Louis Garrigues, directeur de la Société française de Banque et de Dépôts à Bruxelles, président de la Chambre française de commerce et d'industrie de Bruxelles et de la Société française de bienfaisance de Bruxelles, et de Madeleine Dubois, il est le beau-père de Josine des Cressonnières.
Après avoir suivi des études de droit, il se fait recevoir comme avocat au barreau de Bruxelles. Il s'engage en tant que volontaire durant la Première Guerre mondiale.
Civiliste réputé, il est l'un des rares avocats étrangers à être admis à plaider devant le Tribunal impérial de Leipzig. Il réussit à y faire reconnaître les droits d'un citoyen belge, le duc de Looz-Corswarem, sur l'ancienne principauté de Rheina-Wolbeck.
Lors de la Seconde Guerre mondiale, sous l'Occupation allemande, les Allemands le font arrêter et interner comme otage dans la fort de Huy pendant trois mois (1942). 
En 1944, à la suite de l'assassinat de Louis Braffort, il est élu pour lui succéder comme bâtonnier de l'Ordre des avocats à la cour d'appel de Bruxelles.
Le 11 février 1945, il est tué dans sa maison, avec son fils François, victime de l'explosion d'une bombe volante.